# Laccobius shengshanensis
Laccobius shengshanensis is een keversoort uit de familie van de spinnende waterkevers (Hydrophilidae). De wetenschappelijke naam van de soort werd voor het eerst geldig gepubliceerd in 2019 door Peng en Bian.